# Fakaseasea
Fakaseasea ist ein traditioneller Tanz von Tuvalu. Zusammen mit Fakanau, Oga  und Fatele gehört er zur musikalischen Tradition von Tuvalu.

## Form

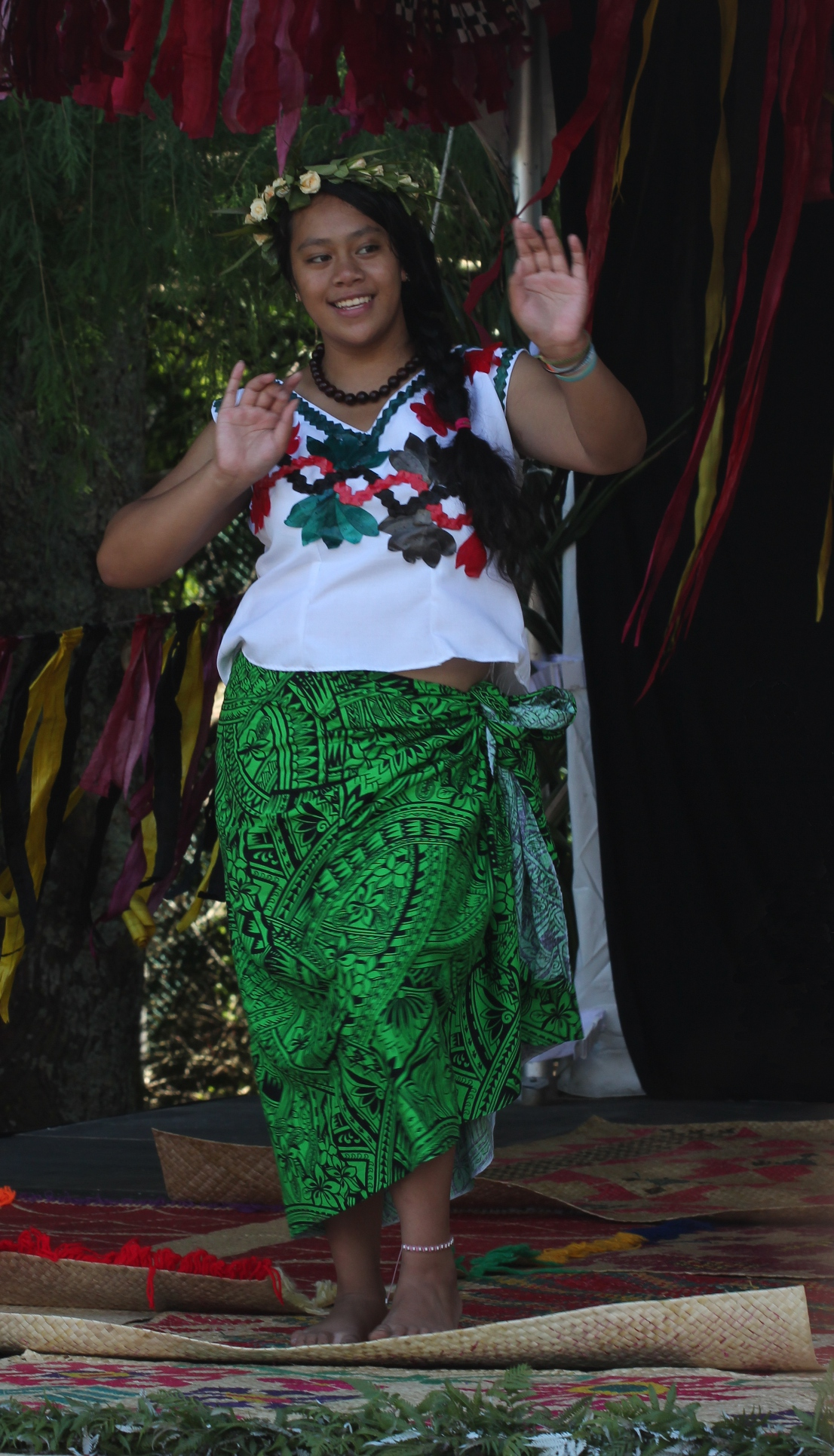
Eine tuvaluer Tänzerin beim Pasifika Festival in Auckland, Neuseeland.

Die Tänze werden traditionell im Sitzen, Knien oder Stehen ausgeführt. Der modernere Fatele wird stehend von den Frauen in Reihe getanzt; die Männer sitzen den Tänzerinnen gegenüber, sie sitzen dabei auf dem Boden und schlagen den Takt mit den Händen auf den Sitzmatten oder auf Holzkisten wie Teekisten.
Dabei werden besondere Gesten mit Armen, Händen und Oberkörper ausgeführt. Das Lied wird langsamer gesungen, es gibt nur wenige festgelegte Abläufe und auf den verschiedenen Inseln können unterschiedliche Namen Verwendung finden.